# Котополис
«Котополис» — российский компьютерный мультфильм 2008 года студии «Петербург». Режиссёр Дмитрий Высоцкий создал пилотный выпуск в 2 сериях нового мультсериала.
Премьера состоялась на ОРФАК Суздаль-2009.

## Сюжет
В далёком будущем коты построили город на островах и назвали его Котополис. Там живут цивилизованные коты и кошки, а домашние питомцы у них — мышки.
В Котополисе есть университет. Там преподавал старый кот — великий математик. Когда он умер, его математический талант улетел и как чудесный дар попал в голову кота-боксёра Кувалды, когда его нокаутировал его противник кот-боксёр Кашалот. Теперь голова Кувалды занята математикой, а не боксом. Кувалда познакомился со студентом и подсказывал ему на контрольной. Их разоблачил профессор математики и запер Кувалду в подвале для подготовки научного труда для себя. Кот-агент раскрыл похищение и увёз Кувалду на секретную военную базу. Там Кувалду заставили заниматься системами наведения ракет на военные цели. Но кот-генерал обидел Кувалду, а охранники стукнули его по голове. В результате ракеты вернулись и взорвали базу, а чудесный дар покинул Кувалду. Он скрылся с базы и полюбил Кису, которая уже была в него влюблена. Они поженились и у них родился сын, который и получил математический талант. А Кувалда вернулся на ринг и сумел победить Кашалота!

## Создатели
- Режиссёр — Дмитрий Высоцкий
- Авторы сценария: Андрей Сикорский, Дмитрий Хонин, Дмитрий Высоцкий
- Художник-постановщик — Андрей Сикорский
- Художники-постановщики по фонам: Антонина Шмелёва, Алексей Иванов
- Художники по фонам: Ирина Добронравова, Александра Тюкова, Анна Уманец, Мария Холкина, Ольга Штурм
- Руководитель сценария группы — Алексей Лебедев
- Диалоги — Ольга Никифорова
- Звукорежиссёры — Игорь Яковель, Денис Душин
- Композитор — Алексей Яковель
- Музыканты — группа «Северкомбо»: Юрий Шмыров, Михаил Тебеньков, Лев Орлов, Александр Арсеньев, Антон Вишняков
- Аниматик: Катерина Савчук, Светлана Никонорова, Ольга Шульга, Олеся Кононенко, Наталья Перова
- Ведущие аниматоры: Галина Лютикова, Алексей Тищенко
- Аниматоры: Людмила Гребченко, Любовь Емельянова, Глеб Тищенко, Эдуард Очаров, Марина Васильева, Анна Горковец, Ирина Железнова, Григорий Ласаев, Полина Шаринина, Екатерина Штурмак, Наталья Репкина, Анна Кудрявцева, Надежда Прокорьева, Юлия Пшеничная, Маргарита Юрченко
- Лэйаутисты: Светлана Мардаголимова, Светлана Никонорова, Маргарита Юрченко, Надежда Прокофьева, Любовь Емельянова, Марина Васильева Анна Горковец, Полина Шарынина, Екатерина Штурмак, Наталья Репкина
- Спецэффекты — Владимир Королёв
- Пост-продакшн: Аркадий Муратов, Андрей Прядченко, Дмитрий Скрипков
- Особая благодарность: Дарина Шмидт, Ринат Газизов, Татьяна Газизова, Алексей Лебедев, Виталий Саптыков, Вадим Бочанов
- Директор картины — Надежда Кузнецова
- Продюсеры — Илья Попов, Александр Герасимов
- Художественный руководитель — Анатолий Прохоров
- Менеджеры — Анна Иванова, Ася Палкина

## Роли озвучивали
| Актёр озвучивания  | Роль             |
| ------------------ | ---------------- |
| Михаил Хрусталёв   | Кувалда          |
| Ксения Бржезовская | Киса, Визажистка |
| Валерий Никитенко  | Профессор        |
| Сергей Мардарь     | Генерал, Рефери  |
| Олег Куликович     | Агент            |
| Андрей Лёвин       | Студент          |
| Антон Виноградов   | Кашалот          |
| Владимир Маслаков  | Тренер Кувалды   |
| Михаил Черняк      | Тренер Кашалота  |
| Елена Шульман      | Визажистка       |

## Фестивали и награды
- 2008 — Приз «За лучший сериал» VI МФАИ «Мультивидение» («Котополис»-«Чудесный дар»)[3].